# Stensvik

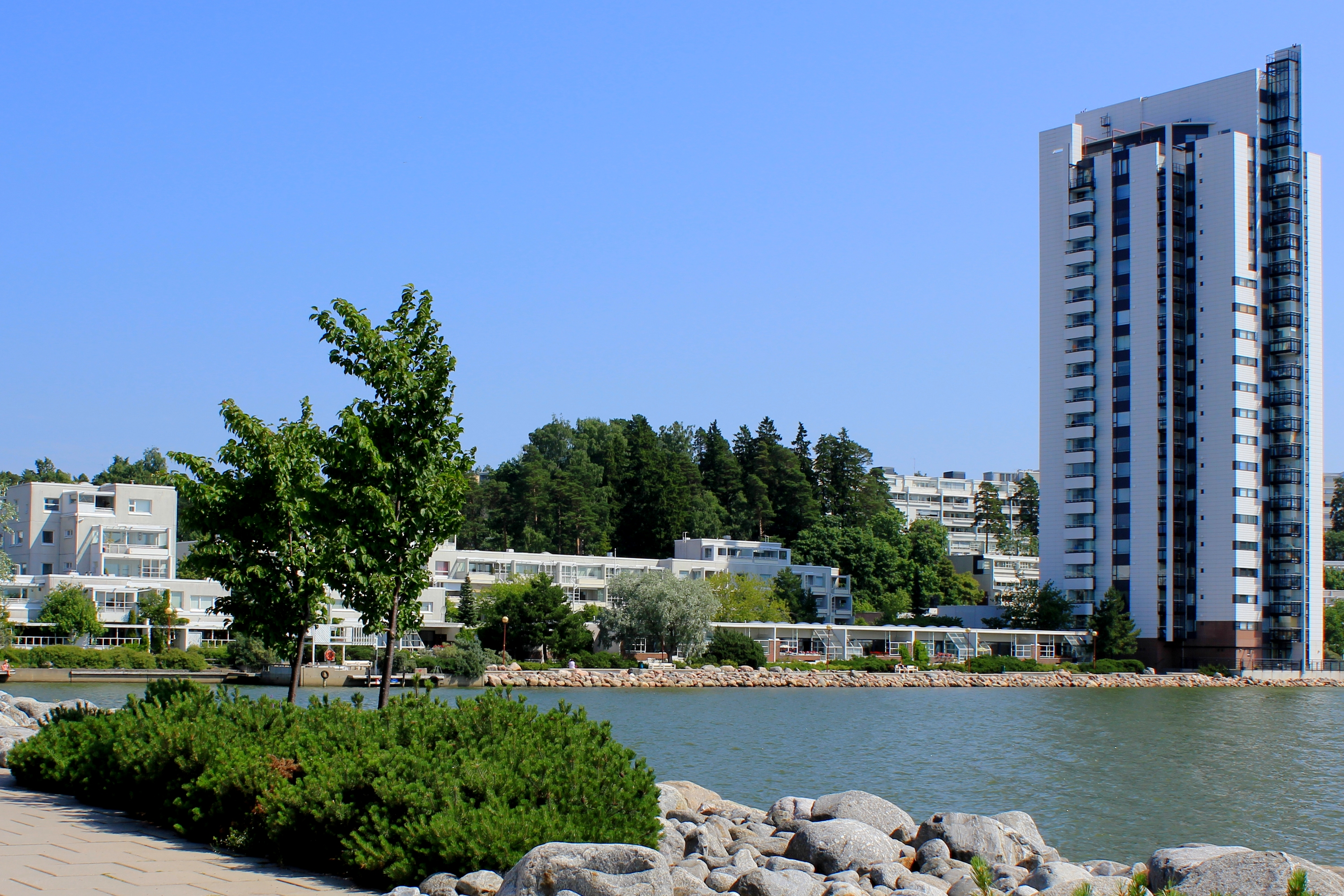
Stensvik

Stensvik (finska: Kivenlahti) är en vik och en del av stadsdelen Esboviken i Esbo stad, Nyland, Södra Finlands län.
Stensvik delas in i Nedre Stensvik och Övre Stensvik. I Nedre Stensvik låg den ursprungliga byn Stensvik som gett förorten dess namn. Byn har antagligen fått sitt namn av en fiskare-bonde vid namn Sten. Det finska namnet Kivenlahti, "Stenviken", togs i bruk på 1970-talet då området byggdes ut.

## Historia
Byn Stensvik nämndes för första gången år 1540 och omfattade då 5 gårdar. De viktigaste gårdarna hette Antas och Tyskas, och deras namn lever vidare i några vägnamn i Nöykis. Av Antas och Tyskas bildades Stensvik gård.
Stensvik blev en lite viktigare plats då ett tegelbruk grundades där år 1861. Tegelbruket producerade tegel för Helsingfors och fästningar vid Finlands kust, till exempel för Uspenskijkatedralen. Man har hittat Stenswik-tegel till och med i Alaska.
År 1966 uppgjorde Alvar Aalto en generalplan som var utgångspunkten då Stensvik började byggas som en del av stadsdelen Esboviken. På tegelbrukets plats i Nedre Stensvik byggdes ett köpcentrum och lagerbyggnader revs vid stranden. Den sista lagerbyggnaden försvann i slutet av 1990-talet. Stensvik gård revs 1977 och ersattes av skolan Meriusva. Endast två gamla byggnader återstår, folkskolan och postbyggnaden, som numera används av församlingen och som kafé. Mera bostäder byggs vid stranden som redan är tätt bebyggd.
I december 2022 togs Stensviks metrostation i bruk. Den är för närvarande ändstation på Helsingfors metro. I samband med den byggdes ett stort parkeringshus för pendlare, och flera omfattande bostadskvarter mellan stationen och Västerleden
De första nya stensviksborna flyttade in 1971 och 1976 var de redan 7 000. 1986 hade invånarantalet stigit till över 10 000 och är nu cirka 17 000.